# Comapa (Messico)
Comapa è un comune del Messico, situato nello stato federato di Veracruz, il cui capoluogo è la città omonima.
Conta 18.713 abitanti (2010) e ha un'estensione di 311,78 km².
Il significato del nome della località in lingua nahuatl è nel fiume dei vasi.